# Клинодактилія
Клинодактилія (новолат. clinodactylia; від давньогрец. κλίνω — «нахиляю, згинаю» + δάκτυλος — «палець») — вроджений дефект розвитку пальців. Зовні проявляється в їх викривленні відносно осі кінцівки (пальці скошені медіально або латерально). Частіше всього вражаються 4-5 пальці кисті, як правило, з двох сторін. Захворювання є спадковим і успадковується по аутосомно-домінантному типу. Зовнішні прояви обумовлені деформацією фаланг пальців і порушенням внутрішньосуглобових співвідношень. Захворювання досягає піку в період статевого дозрівання, в подальшому не прогресує. Лікування тільки хірургічне.

## Генетика
Дефект може передаватися у спадок і являти собою ізольовану аномалію, або бути проявом генетичного синдрому. Але фенотип сам по собі не є діагностичним тестом для цих синдромів (його прояв торкається до 18% населення Землі).
Синдроми, пов'язані з клинодактилією: 
- Синдром Дауна
- Синдром Тернера
- Синдром Аарскога
- Синдром Андерсен
- Синдром Елерса-Данлоса